# گورستان باغ فردوس
باغ فردوس نام بزرگترین گورستان استان کرمانشاه است. در این گورستان بیش از ۱۳۰ هزار متوفی و ۳۷۷۵ آرامگاه مربوط به کشته‌شدگان جنگ ایران و عراق قرار دارد.
گورستان باغ فردوس در شرق شهر کرمانشاه جنب میدان شهدا (تقاطع غیر هم سطح) قرار دارد. در این گورستان تنها پیروان تشیع و یارسان دفن می‌شوند و اهل تسنن، مسیحی‌ها، یهودی‌ها و بهاییان کرمانشاه هر یک برای خود گورستانی جداگانه دارند.
منصور یاقوتی داستان نویس بزرگ معاصر هم به تازگی در این آرامستان به خاک سپرده شده است.

## تاریخچه
تا پیش از تأسیس این گورستان، در کرمانشاه دو گورستان بزرگ در مکان خیابان آرامگاه کنونی و دیگری در خیابان شباب کنونی و نیز چند گورستان محلی کوچک وجود داشت. تا سال ۱۳۵۰ زمین‌های گورستان کنونی باغ فردوس باغ میوه و زمین زراعی روستاهای شاطرآباد و باغ نی بود. در این سال شهردار وقت کرمانشاه به نام امان‌الله کیهان این زمین‌ها و زمین‌های اطراف آن را از مردم این روستاها خریده و به دفن مردگان اختصاص داد. در آغاز کار، مساحت گورستان باغ فردوس ۳۲ هکتار بود و امکاناتی از قبیل غسالخانه، سالن‌های انتظار جداگانه برای زنان و مردان، مسجد، و نیز سالنی ویژه برای برگزاری مراسم تذکر، مجلس ترحیم و فاتحه در آن ساخته شده‌بود. نخستین قبر در گورستان باغ فردوس، متعلق به شخصی به نام سبزمراد فرزند علی است که در بلوک ۱ ردیف ۱ قبر ۱ قرار دارد و متعلق به تاریخ ۱۹ تیر ۱۳۵۱ است. البته پیش از دفن این شخص، با توجه به تخریب گورستان قدیمی خیابان آرامگاه برای ساخت بیمارستان و خیابان، برخی از خانواده‌ها بقایای درگذشتگان خود را از آنجا به این گورستان جدید منتقل کردند.
وسعت قبرستان کنونی نزدیک به ۵۶ هکتار است. با تکمیل شدن ظرفیت قبرستان باغ فردوس، سازمان آرامستان‌های شهرداری کرمانشاه زمین‌هایی را به وسعت ۳۰ هکتار در روستای بریموند در فاصلهٔ ۲ کیلومتری این قبرستان خریده و قبرستان جدیدی به نام بهشت زهرا تأسیس نموده‌است.

### تکمیل ظرفیت
ظرفیت گورستان باغ فردوس در دهۀ ۱۳۹۰ خورشیدی رو به تکمیل شدن می‌رفت. به همین دلیل سازمان آرامستان‌های شهرداری کرمانشاه تصمیم گرفت که دفن مردگان در این گورستان را محدود کند. در ۵ فروردین ۱۳۹۸ مدیر سازمان  آرامستان‌های شهرداری کرمانشاه اعلام کرد که هیچ جایی برای دفن مردگان جدید در باغ فردوس وجود ندارد و از ابتدای فروردین سال ۱۳۹۸ فروش قبر و دفن جدیدی در این قبرستان صورت نخواهد گرفت. با این حال امکان دفن مردگان در قبرهای پیش‌فروش‌شده همچنان وجود دارد و همچنین در قبرهایی که بیش از ۳۰ سال داشته‌باشند، دفن تنها یک نفر از بستگان درجه اول متوفا امکانپذیر است.

## افراد سرشناس
- یدالله بهزاد
- عطاءالله اشرفی اصفهانی
- مرتضی نجومی
- هرمز گرجی بیانی
- کیانوش آسا
- حسین طهماسبی
- سعید عقیقی
- منوچهر طاهرزاده
- شامی کرمانشاهی
- روضان کمری زنگنه (۱۳۹۷-۱۳۲۵)، شاهنامه‌خوان و شاعر کرد
- یحیی شمشادیان
- احمد عزیزی
- پرتو کرماشانی
- ایرج هندسی
- سیاوش نورپور

- منصور یاقوتی

- محمدجواد محبت[۳]